# Ascoseirales
Ordre
Les Ascoseirales sont un ordre d'algues brunes de la classe des Phaeophyceae et de la sous-classe des Fucophycidae.

## Liste des familles
Selon AlgaeBase (13 août 2017) et World Register of Marine Species (13 août 2017) :
- famille des Ascoseiraceae Skottsberg, 1907